# Verdunski ugovor
Verdunski ugovor sklopljen je 843. u Aachenu između tri preživjela sina Ludovika I. Pobožnog i unuka Karla Velikog.
Okončao je rat franačkih prinčeva i podijelio Franačko carstvo na tri dijela:
- Istočna Franačka Ludviga Njemačkog, početak buduće Njemačke i Svetog Rimskog Carstva,
- Zapadna Franačka Karla II., početak buduće Francuske,
- Lotharii Regnum Lothara I., početak buduće Italije i Lorene.